# Sommarvika
Sommarvika est une localité du comté de Nordland, en Norvège.

## Géographie
Administrativement, Sommarvika fait partie de la kommune d'Evenes.